# Beat Farmers
Beat Farmers est un groupe de rock alternatif et musique country de San Diego, Californie.

## Discographie
- Tales of the New West (1985)
- Glad 'N' Greasy (1986)
- Van Go (1986)
- Pursuit of Happiness (1987)
- Poor and Famous (1989)
- Loud and Plowed and…Live (1990)
- Viking Lullabys (1994)
- Manifold (1995)
- Live at the Spring Valley Inn, 1983 (2003)
- Tales of the New West (2004)